# Shercock
Shercock, irisch Searcóg (deutsch wörtl. „Liebchen“) ist ein Dorf im Osten des County Cavan in der Republik Irland. Bei der Volkszählung 2022 hatte es 574 Einwohner. Die Anzahl der Einwohner hat sich seit 1996 um 50 % erhöht.

## Lage und Verkehrsverbindung
Shercock liegt etwa 25 Kilometer östlich von Cavan an der Kreuzung der R162 und der R178. Nordwestlich der Siedlung liegt das Lough Silian sowie zwei kleinere Loughs: Muddy Lough (im Westen) und Steepletons Lough.

## Geschichte
Die Town selbst ist im Rahmen der Plantation of Ulster im frühen 17. Jahrhundert begründet worden. Mitte des 19. Jahrhunderts lebten nahezu 5000 Menschen in Shercock und Umgebung. Durch den Großen Hunger und durch die daraus folgende Auswanderung sank die Bevölkerung erheblich. Für 1910 sind 300 Einwohner in Shercock verzeichnet. Während früher die Textilindustrie mit Flachsmühlen und Leinenweberei die vorherrschenden Arbeitgeber waren, sind es heute landwirtschaftliche Betriebe und Hähnchenschlachtereien.
Seit einigen Jahren findet im März das Shercock Drama Festival statt, bei der Amateurtheatergruppen ihr Können präsentieren.

## Sehenswürdigkeiten
- Das Wedge Tomb von Drumeague (genannt Giant’s Grave)
- St. Patrick’s Church, erbaut auf den Resten des früheren Castle Cosby

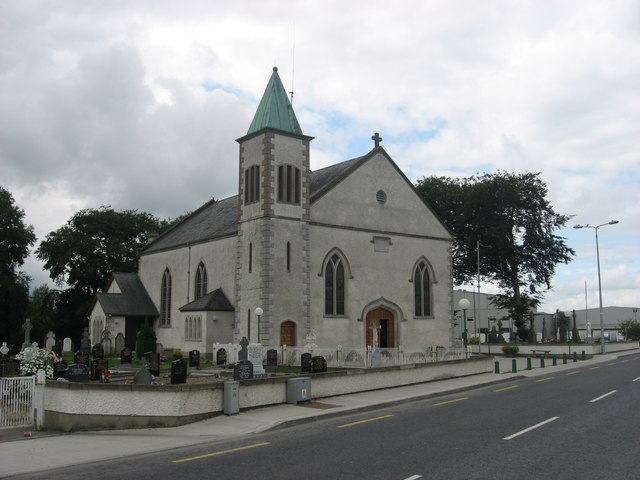
St. Patrick’s Church